# Xenacanthus zenkerianus
Xenacanthus zenkerianus là một loài thực vật có hoa trong họ Ô rô. Loài này được (Nees) Bremek. miêu tả khoa học đầu tiên năm 1944.